# Shawntel Smith
Shawntel Smith Wuerch (Muldrow, 16 settembre 1971) è una modella statunitense, incoronata Miss America 1996.

## Biografia
È nata a Muldrow in Oklahoma. Ha frequentato l'Università di Oklahoma City. È sposata, con 4 figli; Braden, Barrett, Brennan e Bryson; 2 di questi provengono dal precedente matrimonio. È stata membro del consiglio organizzativo Miss America Organization oltre che cofondatore e CEO di DOSH, un'app "che rimette i soldi nelle tasche dei consumatori e delle aziende utilizzando tecnologie innovative per eliminare gli sprechi." Nel maggio 2017, DOSH e la Miss America Organization hanno annunciato un accordo di sponsorizzazione.